# 比尔·格林
比尔·格林（英語：Bill Guerin，1970年11月9日—），美国男子冰球运动员。他曾代表美国国家队参加1998年、2002年和2006年冬季奥林匹克运动会冰球比赛，其中2002年冬季奥运会获得一枚银牌。